# U-100号潜艇 (1917年)
陛下之100号潜艇是德意志帝国海军建造的一艘中型潜艇或称U艇。它由不来梅的威悉船厂承建，于1917年2月25日下水，至同年4月16日交付使用。U-100号是在第一次世界大战期间服役的329艘德国潜艇之一，曾参加过大西洋潜艇战。在其八次巡逻中，共击沉10艘协约国或中立国的商船，容积总吨为34505吨。战后，根据停战协议的要求，U-100号于1918年11月27日被引渡至英国正式投降，至1922年在斯旺西拆解报废。

## 设计
第一次世界大战爆发后，为了满足潜艇破交战的作战需求，德意志帝国海军潜艇局（U-Boot-Inspektion）在U-43号（战时动员型）的基础上，研发出了一种技术上更为成熟的中型双壳体远洋潜艇。其排水量适中、性能均衡，非常适合北海和英国周边海域的作战环境。海军为此共计批出34艘订单，战术编号使用U-81至U-114号。实战证明，这一系列的潜艇具有出色的航海能力和稳定的耐用性，它们的许多布置也对后世IX級潛艇和国外一些潜艇的设计产生了影响。
U-100号是该系列第二批次的八号艇，也是由不来梅威悉船厂承建（U-99至U-104号）的第二艘。从这一批次开始，设计部门对艇体线形进行了优化，步行甲板扶手被取消，侧面舷墙降低高度后与艇体外壳融为一体，有效改善了潜艇的机动性能。但与基尔日耳曼尼亚船厂承建的同一批次产品（U-93至U-98号）相比，其艇体尺寸、排水量、航速和鱼雷装备等方面均显著下降，惟续航里程略为提高。U-100号的水上和水下排水量分别为750吨和952吨。其全长67.60米；舷宽6.32米，当中的耐压壳体宽为4.05米；有3.65米的吃水深度。艇只搭载有可在水上使用的两台猛狮六缸四冲程柴油发动机，总功率为2,400匹公制馬力（1,765千瓦特）；以及可在水下使用的西门子-舒克特双电动发电机，总功率为1,200匹公制馬力（883千瓦特）。这些发动机用以驱动双轴、每根轴各一个的直径1.65米长螺旋桨。它的潜航深度为50米。
U-100号在水上的最高速度达16.5節（30.6每小時），在水下的最高航速则为8.8節（16.3每小時）。它可以8節（15每小時）的速度在水上巡航10,100海里（18,700），或以5節（9.3每小時）的速度在水下巡航45海里（83）。该艇装备了四具直径为500毫米的鱼雷发射管，其中艏、艉各两具，并可合共携带至多12枚鱼雷；作为辅助武器的甲板炮则是一门105毫米45倍径速射炮，自1918年起又增加一门88毫米30倍径速射炮。其标准船员编制为4名军官及32名水兵。

## 历史
U-100号是由德意志帝国海军作为F项战时订单（Kriegsauftrag F）的一部分，于1915年9月15日向不来梅的威悉船厂订购，建造编号为251。艇体自1915年11月30日开建，1917年2月25日下水，至同年4月16日在首任艇长、海军上尉弗赖赫尔·达根哈特·冯·洛厄的指挥下正式交付使用。继洛厄之后，弗里德里希·格廷上尉（1918年10月1日－11月11日）也曾担任过该艇指挥官。完成海试后，U-100号自1917年5月下旬起被编入分驻黑尔戈兰和威廉港的第二潜艇区舰队服役，并一直隶属于该部队直至战争结束。
第一次世界大战期间，U-100号在北大西洋东部的不列颠岛周边海域完成了八次巡逻；共计击沉10艘协约国或中立国的商船，容积总吨为34505吨。其中，被U-100号击沉的最大型船舶是容积总吨为9288吨的英国客轮密歇根湖号（Lake Michigan），它是在从利物浦前往圣约翰的途中，于1918年4月16日跟随OB61号护航船队行至鹰岛西北约93海里（172）处遭鱼雷命中，造成1人死亡。
U-100号在战争中幸存了下来，没有被击沉。战后，根据对德停战协议的要求，它于1918年11月27日移交英国，并在哈维奇正式向协约国投降。继同年12月在布莱斯展出后，由于英国海军部搁置不用，遂于1919年3月3日以2250英镑（不含发动机）的价格将U-100号售予乔治·科恩，至1922年在斯旺西拆解报废。其发动机则被售予滨海绍森德的企业用于发电站。

## 袭击历史摘要
| 日期           | 船名           | 船籍 | 吨位 （容积总吨） | 结局 |
| -------------- | -------------- | ---- | ----------------- | ---- |
| 1917年6月14日  | 锡达班克号     | 挪威 | 2825              | 击沉 |
| 1917年6月17日  | 甘希尔德号     | 丹麦 | 996               | 击沉 |
| 1917年6月22日  | 梅尔福德庄园号 | 英国 | 6339              | 击沉 |
| 1917年8月5日   | 凯思琳号       | 英国 | 3915              | 击沉 |
| 1917年8月9日   | 布拉格登号     | 英国 | 1996              | 击沉 |
| 1917年12月27日 | 阿德拉号       | 英国 | 685               | 击沉 |
| 1918年2月15日  | 塔拉塔一号     | 荷蘭 | 358               | 击伤 |
| 1918年2月21日  | 里奥韦尔德号   | 英国 | 4025              | 击沉 |
| 1918年4月16日  | 密歇根湖号     | 英国 | 9288              | 击沉 |
| 1918年6月9日   | 海琳号         | 荷蘭 | 112               | 击沉 |
| 1918年6月21日  | 荷马城号       | 英国 | 4914              | 击伤 |
| 1918年6月21日  | 蒙特贝洛号     | 英国 | 4324              | 击沉 |

## 脚注
1. 1 2  Helgason, Guðmundur. . German and Austrian U-boats of World War I - Kaiserliche Marine - Uboat.net.   [2021-12-06].
2. ↑  Gröner 1991，第12-14頁.
3. 1 2  Helgason, Guðmundur. . German and Austrian U-boats of World War I - Kaiserliche Marine - Uboat.net.   [2015-01-25].
4. 1 2  Helgason, Guðmundur. . German and Austrian U-boats of World War I - Kaiserliche Marine - Uboat.net.   [2015-01-25].
5. 1 2  陈进，第71頁.
6. ↑  Herzog，第50頁.
7. ↑  Helgason, Guðmundur. . German and Austrian U-boats of World War I - Kaiserliche Marine - Uboat.net.   [2021-11-29].
8. ↑  Herzog，第48頁.
9. 1 2  Gröner 1991，第12–14頁.
10. ↑  Herzog，第136頁.
11. ↑  Herzog，第123頁.
12. ↑  Herzog，第69頁.
13. ↑  Helgason, Guðmundur. . German and Austrian U-boats of World War I - Kaiserliche Marine - Uboat.net.   [2021-12-06].
14. ↑  Dodson & Cant，第92–93, 125頁.
15. ↑  Helgason, Guðmundur. . German and Austrian U-boats of World War I - Kaiserliche Marine - Uboat.net.   [2015-01-25].